# هانس فيرنر شميت
هانس فيرنر شميت (بالألمانية: Hans Schmidt)‏ هو رسام توضيحي ورسام ألماني، ولد في 6 أكتوبر 1859 في هامبورغ في ألمانيا، وتوفي في 31 مايو 1950 في فايمار في ألمانيا.